# Joyaux de la couronne de Bavière
Pour les articles homonymes, voir Joyaux de la couronne.
Les joyaux de la couronne de Bavière sont un ensemble de joyaux de la couronne créés pour le royaume de Bavière, qui a existé de 1806 à 1918. En 1806, dans le cadre de sa réorganisation à grande échelle de la carte de l'Europe, l'empereur Napoléon Ier a élevé le duché allemand indépendant de Bavière au statut de royaume à part entière. L'ancien duc de Bavière, devenu alors roi de Bavière, Maximilien Ier, a commémoré le fait en commandant un ensemble de joyaux de la couronne à l'usage des monarques bavarois. Cependant, il n'y avait pas de cérémonie de couronnement et le roi ne portait jamais la couronne en public. Au contraire, elle était placée sur un coussin lorsqu'elle était présentée à des occasions telles que le couronnement du roi ou ses funérailles.

## Description
Les insignes royaux comprenaient :

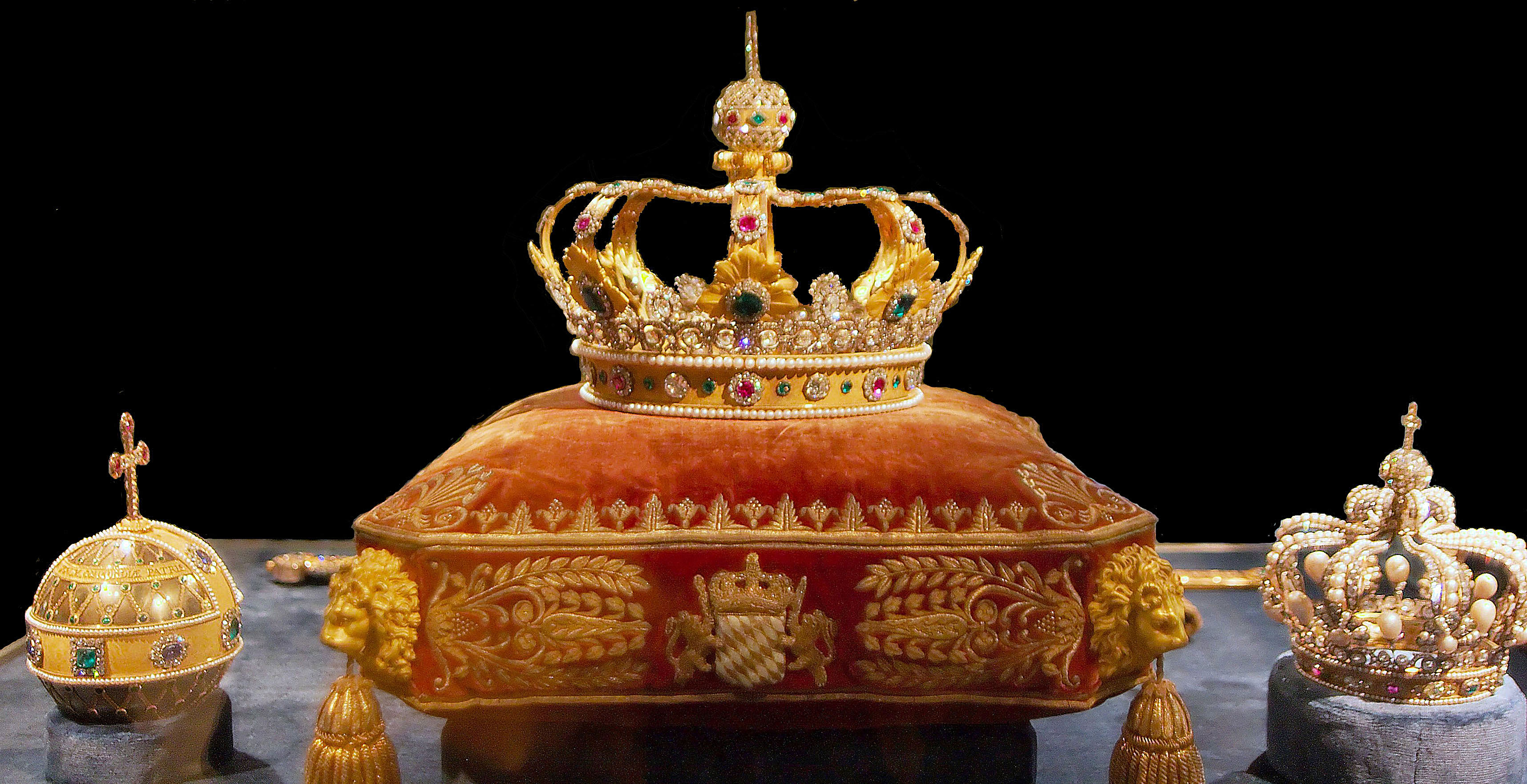
Couronne du roi de Bavière.

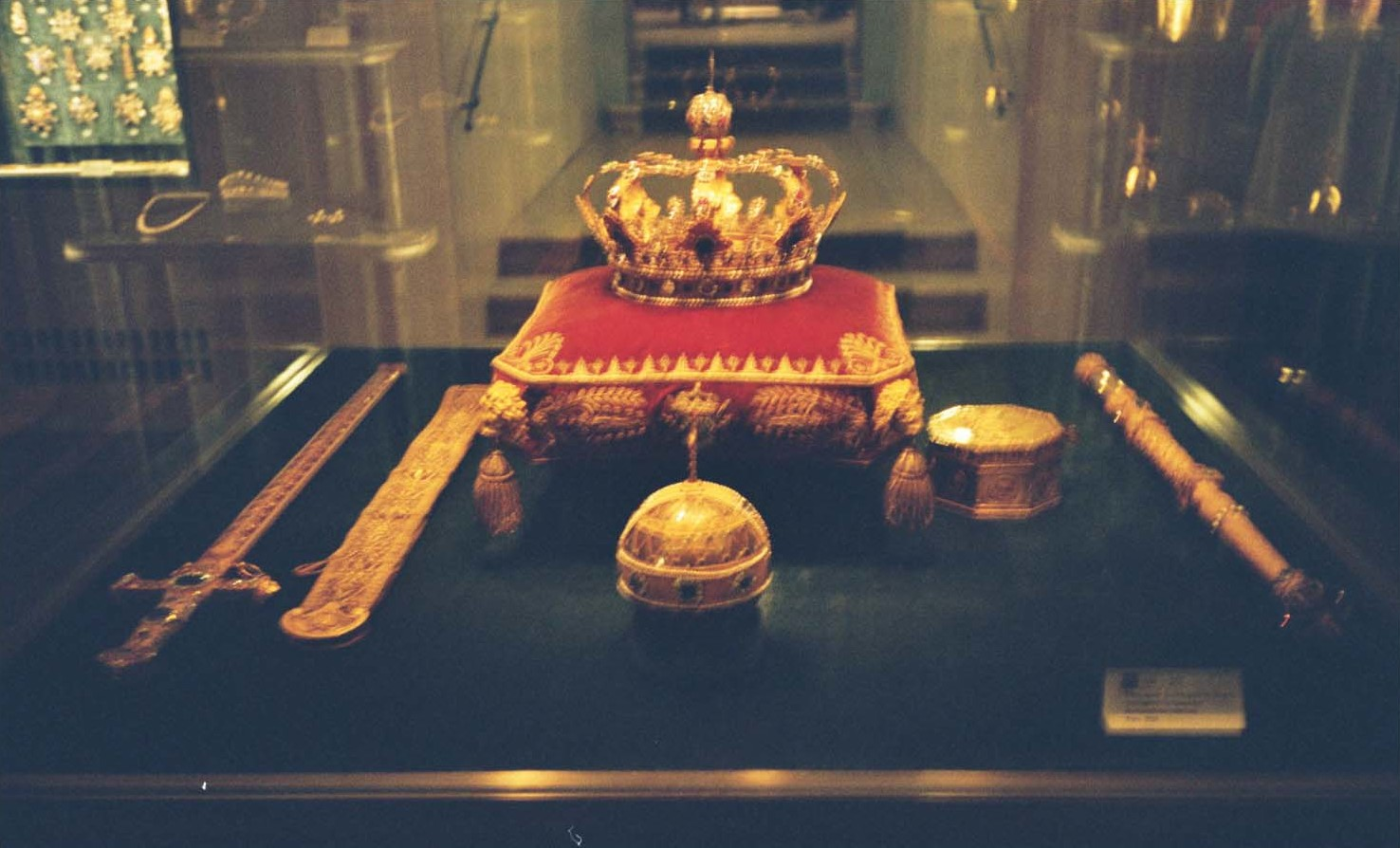
Insignes royaux de Bavière.

- La couronne de Bavière, la couronne du roi, qui était sertie de rubis, de diamants, d'émeraudes, de saphirs et de perles ;
- la couronne des reines de Bavière, qui a été faite pour la reine de l'époque, Caroline de Bade, et qui contient d'énormes perles et de gros diamants ;
- L'épée d'État de 96 centimètres de long ;
- L'orbe royal, fait d'or ;
- Le sceptre royal de 89 centimètres de long serti de brillants, d'émeraudes et de saphirs et le sommet est surmonté d'une petite couronne ronde.

La perle du Palatinat est également conservée avec les joyaux de la couronne, mais elle ne fait pas officiellement partie de la collection. À la suite de la Première Guerre mondiale, les monarchies allemandes ont été abolies en 1918 et depuis lors, la Bavière n'a pas eu de monarque. Les joyaux de la Couronne bavaroise sont actuellement exposés dans le trésor du palais de la Résidence à Munich.